# Custer (South Dakota)
Custer ist eine Stadt in den Black Hills im US-Bundesstaat South Dakota. Die Stadt ist County Seat des Custer Countys. Das U.S. Census Bureau hat bei der Volkszählung 2020 eine Einwohnerzahl von 1919 ermittelt.

## Entstehung der Stadt

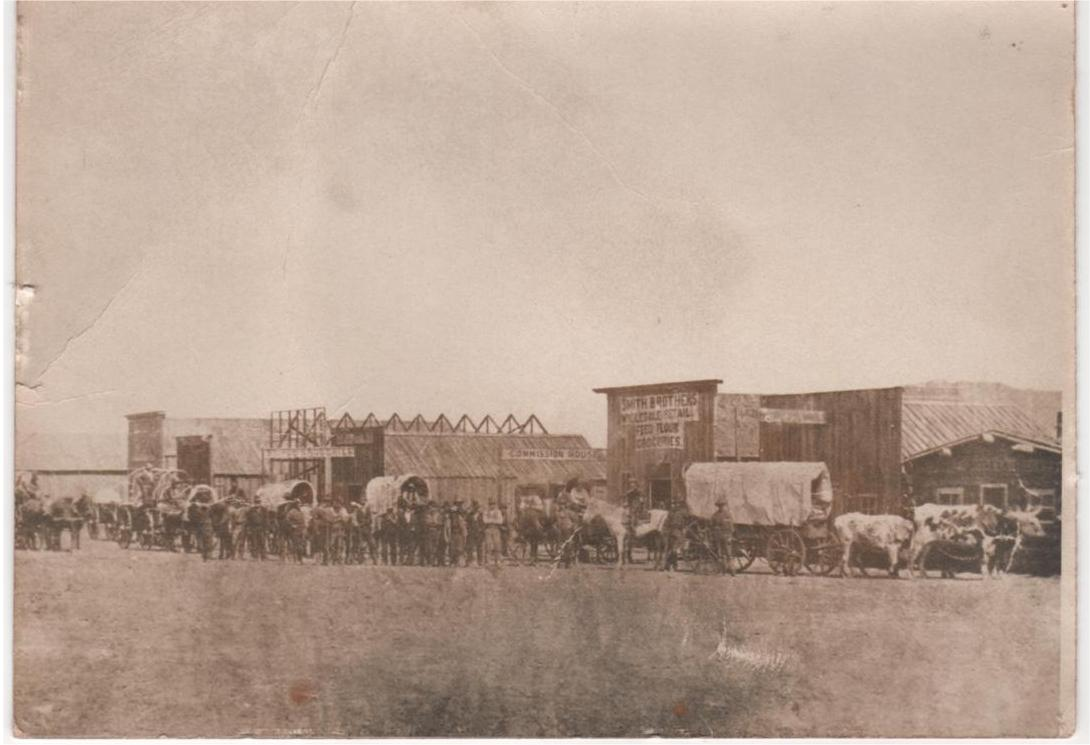
Ankunft eines Warentrecks im Jahr 1876

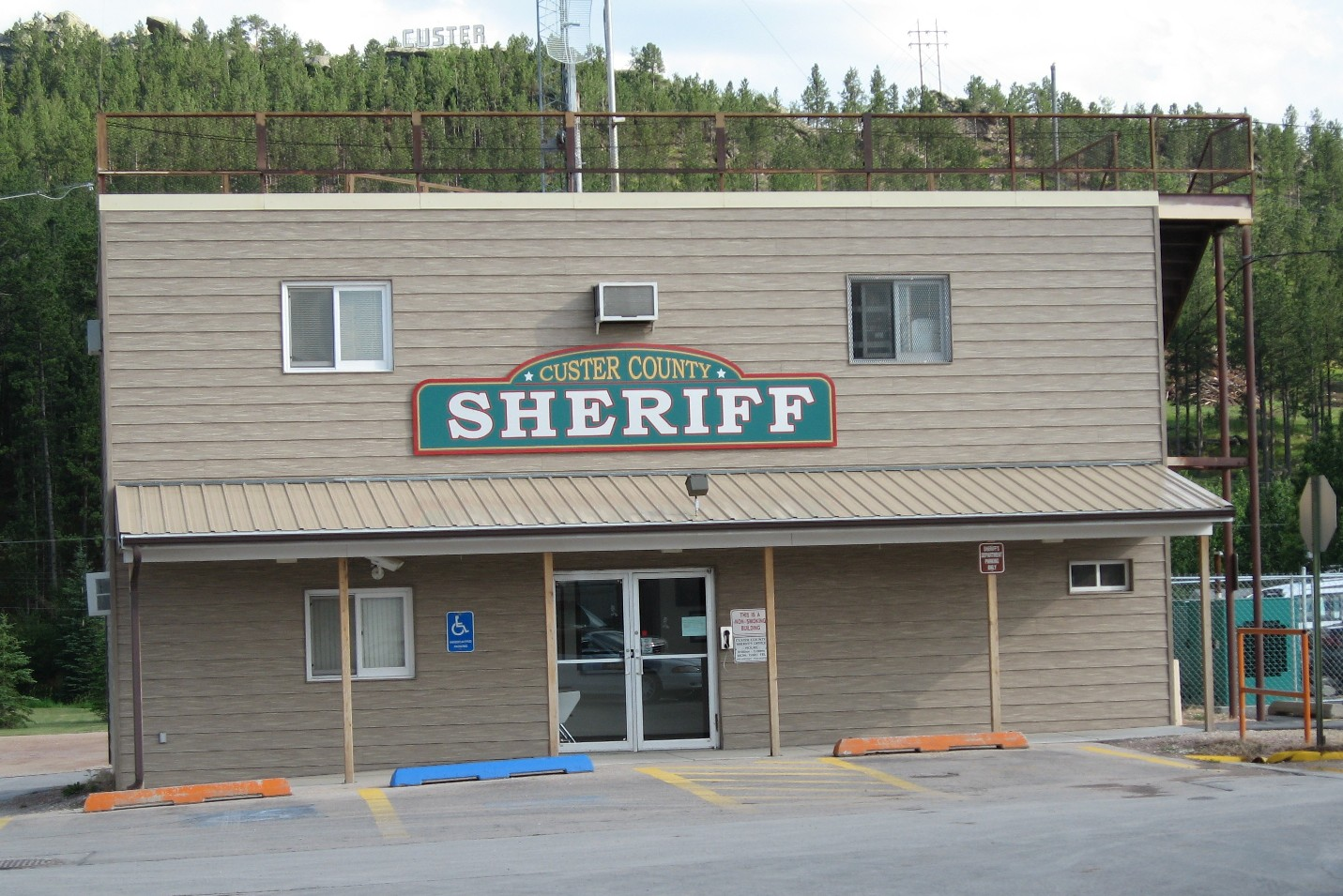
Sheriff-Office in Custer S.D. im Jahr 2006

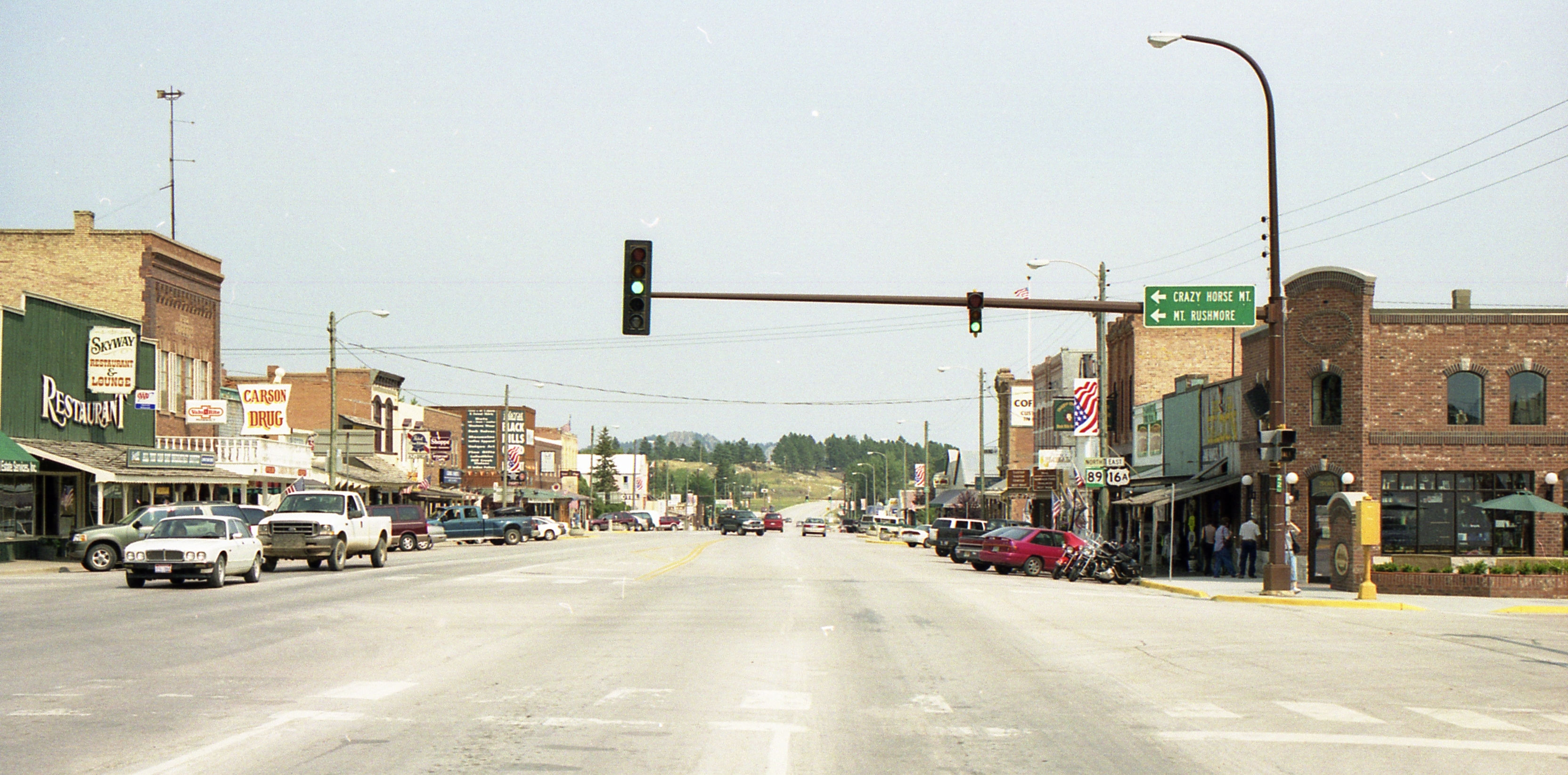
Main Street (2003)

Ursprung der ältesten Stadt in den Black Hills war ein nahe gelegenes Biwak des 7. Kavallerieregiments unter dem Kommando von Oberstleutnant George Armstrong Custer, nach dem die Stadt seit 1876 benannt ist. Custer zog 1874 mit 1000 Soldaten zur Erkundung der Black Hills in das Indianerterritorium und war begeistert von der Schönheit der Landschaft. In einem Tal, das er „Golden Valley“ nannte, ließ er ein Zeltlager errichten, schickte Erkundungstrupps aus und ging selbst auf Bärenjagd. In einem Bericht nach Washington schrieb er, das von ihm erkundete Tal sei ein unvergleichlich schöner und wundervoller Ort. Einer der an der Erkundung des „Golden Valley“ beteiligten Geologen entdeckte dort ein Goldvorkommen. Die von Custer dazu verfassten Berichte an die Bundesregierung blieben nicht geheim, so dass ein paar Wochen später die Zeitungen in großen Schlagzeilen über das neue „Eldorado“ jenseits der Grenze im Indianerterritorium berichteten. Zum Abschluss seiner außerordentlich erfolgreichen Mission befahl Custer den Ausbau und die Befestigung des Militärlagers mit dem Ziel, Goldsucher und Abenteurer vom Indianerland fernzuhalten. Ohne Verstärkung konnten die Soldaten dem schnell einsetzenden Ansturm der Goldsucher auf das „Golden Valley“ jedoch nur wenig entgegensetzen. Die Regierung in Washington verurteilte zwar offiziell das vertragswidrige Eindringen der Goldsucher in das Indianerterritorium, veranlasste aber keinerlei Maßnahmen zum Schutz der „Black Hills“, die den Lakota bis heute heilig sind.
Nahe dem Militärlager strömten bis Ende 1874 mehrere tausend Gesetzlose zusammen und bauten eine wild wachsende Zelt- und Hüttenstadt auf. Es herrschte vollkommene Anarchie. Der Ort befand sich in der Gründungsphase in einem Territorium, in dem es noch keine staatlichen oder kommunalen Institutionen gab. Allerdings anerkannten die Goldsucher in der Mehrheit »soziale Normen« und begannen ihr Gemeinwesen selbständig zu ordnen. Eine vorherrschende »Anomie« im herrschaftsfreien Raum lag hier wahrscheinlich nicht vor. In einer Höhle wurde ein provisorischer Postdienst eingerichtet, der ähnlich dem Pony-Express funktionierte. Mitte 1875 fasste die Mehrheit der illegalen Goldsucher und Siedler den Beschluss, die Anarchie zu beenden und die Stadt planmäßig aufzubauen. Die Stadt sollte im Gedenken an den General der Konföderierten und Bürgerkriegshelden Thomas Jonathan Jackson den Namen „Stonewall“ erhalten. Im August 1875 wurde die Hauptstraße eingeweiht. Zu dieser Zeit wurden auch die bisher wilden Claims der Goldsucher abgesteckt und inoffizielle, aber verbindliche Schürfrechte zugewiesen. Als Bezugspunkt zur Nummerierung der Claims entlang dem French Creek diente der Bärenfelsen. Im Frühjahr 1876 hatte die überbordende, neue Stadt ein Vielfaches der heutigen Einwohnerzahl, als plötzlich die Nachricht über reichere Goldfunde in Deadwood verbreitet wurde. Innerhalb von zwei Wochen verließen die meisten Goldsucher die Stadt und gingen nach Deadwood. Allerdings hatte sich bis dahin schon ein geordnetes, städtisches Gemeinwesen entwickelt, das „Stonewall“ davor bewahrte, eine Geisterstadt zu werden.
Der Goldrausch im „Golden Valley“ war vorbei, aber die Stadt, die einen Sheriff, ein Gericht, eine Schule, Kirchen und Geschäfte hatte, erholte sich allmählich von dem Aderlass. Nach der Schlacht am Little Bighorn, in der Custer fiel, wurde die Stadt Mitte 1876 in „Custer“ umbenannt.

## Kommerzieller und administrativer Mittelpunkt in Custer County
In der Gegend von Custer werden bis heute Edelmetalle und Mineralien abgebaut. Von größerer wirtschaftlicher Bedeutung sind jedoch die Holzindustrie, Einrichtungen der Bezirksverwaltung und der Tourismus. In Custer befindet sich das Forstamt für den Black Hills National Forest für Süddakota und Wyoming.
Besondere touristische Attraktionen sind das Jewel Cave National Monument, der Wind-Cave-Nationalpark, der Custer State Park, das Mount Rushmore National Memorial und das Crazy Horse Memorial.